# Premi César 2025
La cerimonia di premiazione della 50ª edizione dei Premi César si è svolta il 28 febbraio 2025 presso il Teatro Olympia di Parigi. Gli attori Catherine Deneuve e Jean-Pascal Zadi hanno condotto la cerimonia.
Le candidature, riferite ad opere di produzione francese distribuite nel 2024, sono state annunciate il 29 gennaio 2025. Il film più candidato è stato Il conte di Montecristo, con 14 candidature, mentre quello più premiato è stato Emilia Pérez, con sette vittorie, tra cui miglior film.

## Vincitori e candidati
I vincitori sono indicati in grassetto, a seguire gli altri candidati:

### Miglior film
- Emilia Pérez, regia di Jacques Audiard
  - Il conte di Montecristo (Le Comte de Monte-Cristo), regia di Matthieu Delaporte e Alexandre de La Patellière
  - L'orchestra stonata (En fanfare), regia di Emmanuel Courcol
  - La storia di Souleymane (L'Histoire de Souleymane), regia di Boris Lojkine
  - L'uomo nel bosco (Miséricorde), regia di Alain Guiraudie

### Miglior regista
- Jacques Audiard – Emilia Pérez
  - Matthieu Delaporte e Alexandre de La Patellière – Il conte di Montecristo (Le Comte de Monte-Cristo)
  - Alain Guiraudie – L'uomo nel bosco (Miséricorde)
  - Gilles Lellouche – L'amore che non muore (L'Amour ouf)
  - Boris Lojkine – La storia di Souleymane (L'Histoire de Souleymane)

### Miglior attore
- Karim Leklou – Le Roman de Jim
  - François Civil – L'amore che non muore (L'Amour ouf)
  - Benjamin Lavernhe – L'orchestra stonata (En fanfare)
  - Pierre Niney – Il conte di Montecristo (Le Comte de Monte-Cristo)
  - Tahar Rahim – Monsieur Aznavour

### Miglior attrice
- Hafsia Herzi – Borgo
  - Adèle Exarchopoulos – L'amore che non muore (L'Amour ouf)
  - Karla Sofía Gascón – Emilia Pérez
  - Zoe Saldana – Emilia Pérez
  - Hélène Vincent – Sotto le foglie (Quand vient l'automne)

### Migliore attore non protagonista
- Alain Chabat – L'amore che non muore (L'Amour ouf)
  - David Ayala – L'uomo nel bosco (Miséricorde)
  - Bastien Bouillon – Il conte di Montecristo (Le Comte de Monte-Cristo)
  - Jacques Develay – L'uomo nel bosco (Miséricorde)
  - Laurent Lafitte – Il conte di Montecristo (Le Comte de Monte-Cristo)

### Migliore attrice non protagonista
- Nina Meurisse – La storia di Souleymane (L'Histoire de Souleymane)
  - Élodie Bouchez – L'amore che non muore (L'Amour ouf)
  - Anaïs Demoustier – Il conte di Montecristo (Le Comte de Monte-Cristo)
  - Catherine Frot – L'uomo nel bosco (Miséricorde)
  - Sarah Suco – L'orchestra stonata (En fanfare)

### Migliore promessa maschile
- Abou Sangare – La storia di Souleymane (L'Histoire de Souleymane)
  - Adam Bessa – Les Fantômes
  - Malik Frikah – L'amore che non muore (L'Amour ouf)
  - Félix Kysyl – L'uomo nel bosco (Miséricorde)
  - Pierre Lottin – L'orchestra stonata (En fanfare)

### Migliore promessa femminile
- Maïwene Barthelemy – Vingt Dieux
  - Malou Khebizi – Diamant brut
  - Megan Northam – Rabia
  - Mallory Wanecque – L'amore che non muore (L'Amour ouf)
  - Souheila Yacoub – Planète B

### Migliore sceneggiatura originale
- Boris Lojkine e Delphine Agut – La storia di Souleymane (L'Histoire de Souleymane)
  - Louise Courvoisier e Théo Abadie – Vingt Dieux
  - Emmanuel Courcol e Irène Muscari – L'orchestra stonata (En fanfare)
  - Stéphane Demoustier – Borgo
  - Alain Guiraudie – L'uomo nel bosco (Miséricorde)

### Migliore adattamento
- Jacques Audiard, Thomas Bidegain, Léa Mysius e Nicolas Livecchi – Emilia Pérez
  - Matthieu Delaporte e Alexandre de La Patellière – Il conte di Montecristo (Le Comte de Monte-Cristo)
  - Michel Hazanavicius e Jean-Claude Grumberg – Il dono più prezioso (La Plus Précieuse des marchandises)

### Migliore fotografia
- Paul Guilhaume – Emilia Pérez
  - Nicolas Bolduc – Il conte di Montecristo (Le Comte de Monte-Cristo)
  - Tristan Galand – La storia di Souleymane (L'Histoire de Souleymane)
  - Claire Mathon – L'uomo nel bosco (Miséricorde)
  - Laurent Tangy – L'amore che non muore (L'Amour ouf)

### Miglior montaggio
- Xavier Sirven – La storia di Souleymane (L'Histoire de Souleymane)
  - Guerric Catala – L'orchestra stonata (En fanfare)
  - Simon Jacquet – L'amore che non muore (L'Amour ouf)
  - Célia Lafitedupont – Il conte di Montecristo (Le Comte de Monte-Cristo)
  - Juliette Welfling – Emilia Pérez

### Migliore musica
- Camille e Clément Ducol – Emilia Pérez
  - Jon Brion – L'amore che non muore (L'Amour ouf)
  - Linda e Charlie Courvoisier – Vingt Dieux
  - Alexandre Desplat – Il dono più prezioso (La Plus Précieuse des marchandises)
  - Jérôme Rebotier – Il conte di Montecristo (Le Comte de Monte-Cristo)

### Migliore scenografia
- Stéphane Taillasson – Il conte di Montecristo (Le Comte de Monte-Cristo)
  - Emmanuelle Duplay – Emilia Pérez
  - Jean-Philippe Moreaux – L'amore che non muore (L'Amour ouf)
  - Olivier Radot – Sarah Bernhardt, la Divine
  - Stéphane Rozenbaum – Monsieur Aznavour

### Migliori costumi
- Thierry Delettre – Il conte di Montecristo (Le Comte de Monte-Cristo)
  - Isabelle Mathieu – Monsieur Aznavour
  - Virginie Montel – Emilia Pérez
  - Isabelle Pannetier – L'amore che non muore (L'Amour ouf)
  - Anaïs Romand – Sarah Bernhardt, la Divine

### Migliori effetti visivi
- Cédric Fayolle – Emilia Pérez
  - Cédric Fayolle, Hugues Namur ed Émilien Lazaron – The Beast (La Bête)
  - Olivier Cauwet – Il conte di Montecristo (Le Comte de Monte-Cristo)
  - Stéphane Dittoo – Monsieur Aznavour

### Miglior sonoro
- Erwan Kerzanet, Aymeric Devoldère, Cyril Holtz e Niels Barletta – Emilia Pérez
  - Cédric Deloche, Gwennolé Le Borgne, Jon Goc e Marc Doisne – L'amore che non muore (L'Amour ouf)
  - David Rit, Gwennolé Le Borgne, Olivier Touche, Laure-Anne Darras, Marion Papinot, Marc Doisne e Samuel Delorme – Il conte di Montecristo (Le Comte de Monte-Cristo)
  - Pascal Armant, Sandy Notarianni e Niels Barletta – L'orchestra stonata (En fanfare)
  - Marc-Olivier Brullé, Pierre Bariaud, Charlotte Butrak e Samuel Aïchoun – La storia di Souleymane (L'Histoire de Souleymane)

### Miglior film straniero
- La zona d'interesse (The Zone of Interest), regia di Jonathan Glazer
  - Anora, regia di Sean Baker
  - The Apprentice - Alle origini di Trump (The Apprentice), regia di Ali Abbasi
  - Il seme del fico sacro (Dāne-ye anjīr-e ma'ābed), regia di Mohammad Rasoulof
  - The Substance, regia di Coralie Fargeat

### Migliore opera prima
- Vingt Dieux, regia di Louise Courvoisier
  - Diamant brut, regia di Agathe Riedinger
  - Les Fantômes, regia di Jonathan Millet
  - Un p'tit truc en plus, regia di Artus
  - Le Royaume, regia di Julien Colonna

### Miglior documentario
- La Ferme des Bertrand, regia di Gilles Perret
  - La Belle de Gaza, regia di Yolande Zauberman
  - Bye Bye Ṭabariyya, regia di Lina Soualem
  - Dahomey, regia di Mati Diop
  - Ernest Cole: Lost and Found, regia di Raoul Peck
  - Madame Hofmann, regia di Sébastien Lifshitz

### Miglior film d'animazione
- Flow - Un mondo da salvare (Straume), regia di Gints Zilbalodis
  - Il dono più prezioso (La Plus Précieuse des marchandises), regia di Michel Hazanavicius
  - Sauvages, regia di Claude Barras

### Migliore cortometraggio di fiction
- Čovjek koji nije mogao šutjeti, regia di Nebojša Slijepčević
  - Boucan, regia di Salomé Da Souza
  - Ce qui appartient à César, regia di Violette Gitton
  - Queen Size, regia di Avril Besson

### Migliore cortometraggio d'animazione
- Beurk!, regia di Loïc Espuche
  - Butterfly, regia di Florence Miailhe
  - Gigi, regia di Cynthia Calvi

### Migliore cortometraggio documentario
- Les Fiancées du Sud, regia di Elena López Riera
  - Un cœur perdu et autres rêves de Beyrouth, regia di Maya Abdul-Malak
  - Little Spartacus, regia di Sara Ganem

### Premio César onorario
- Costa-Gavras
- Julia Roberts